# Марш за життя
«Марш за життя» (англ. March for Life) — щорічна акція та марш, що протестує проти практики та легалізації абортів. Проводиться у Вашингтоні, округ Колумбія, на річницю «Ро проти Вейда», історичного рішення, виданого у 1973 році Верховним судом США, що легалізувала аборти по всій країні. Упродовж майже 50 років метою маршів було скасування Ро проти Вейда.  Після скасування рішення марші продовжуються під гаслами захисту прав ненароджених дітей на життя. Також "Марш за життя" — назва акцій на підтримку традиційної сім'ї та право на життя від зачаття до природної смерті, проти евтаназії, відбуваються по всьому світу, в тому числі  в Україні. Зазвичай організаторами виступають про-лайф активісти, священнослужителі різних конфесій, віряни. 

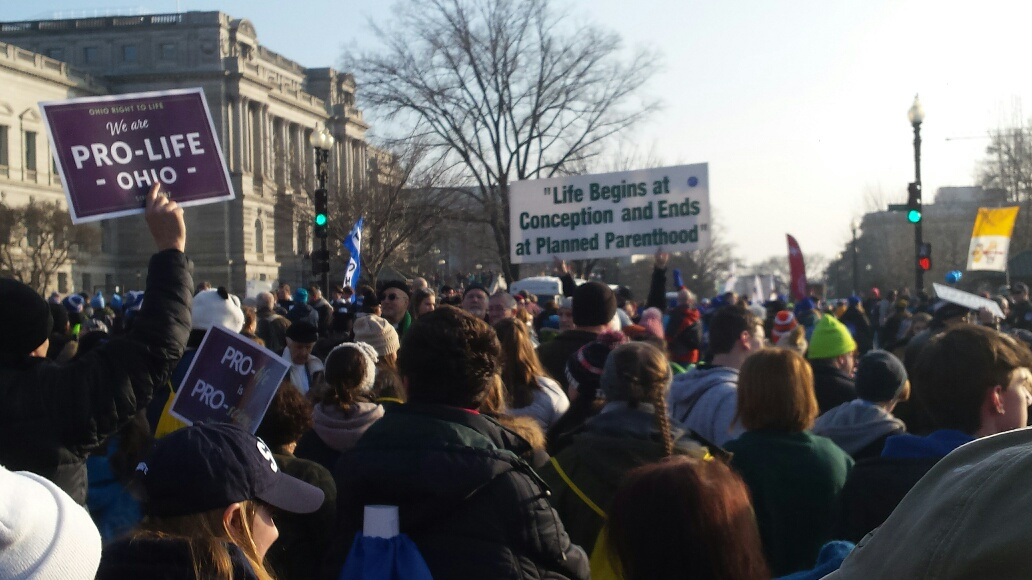
Марш за життя 2019 рік

## Історія виникнення
Перший «Марш за життя», започаткований 22 січня 1974 року відбувся на Західних сходах Капітолію. У ньому взяло участь близько 20 000 прихильників. Спершу марш розглядався як одноразова подія у сподіванні, що Верховний Суд США скасує рішення про легалізацію абортів відразу через рік після винесення рішення, яке  дозволяло проводити аборти до того часу, як плід стане життєздатним поза маткою (до 24-28 тижня вагітності). Однак, після першого маршу 1974 року організатори вжили заходів щодо організації мітингу як щорічної події, поки Ро проти Вейда не буде скасовано, приєднавши до маршу більше активістів.

## Марш за життя в США
Для проведення маршів була створена однойменна організація "Марш за життя", яку багато років очолювала громадська діячка Дженні Манчіні. Учасниками та активістами руху є політики, лікарі, студенти, громадські активісти, священники, люди, яким вдалося вижити після проведення аборту і всі небайдужі.
Метою організації є просвітницька діяльність, підтримка вагітних жінок, як моральна, так і матеріальна, проведення маршів на захист ненароджених дітей по всій країні. За 50 років рух перетворився у потужну силу, яка впливає на виборців і не може бути проігнорована політиками.
Під час 33-го щорічного маршу у 2006 році, включення судді Самуеля Аліто до Верховного Суду спричинило серйозні зрушення для руху через сподівання, що Аліто скасує рішення. Приблизно під час 35-го щорічного маршу в 2008 році було опубліковано звіт Інституту Гуттмахера, який показав, що кількість абортів у США, знизилася до 1,2 мільйона в 2005 році. Це був найнижчий рівень абортів з 1976 року.
У 2022 році Верховний суд США, незважаючи на протести захисниць прав на аборти та особисте несхвалення президента Байдена, ухвалив рішення відмінити Ро проти Вейда, яке впродовж 50 років закріплювало конституційне право на аборти для всієї країни і спричинилося до смерті майже 65 мільйонів ненароджених дітей. Але і після цього активісти руху заявили, що продовжують діяльність, бо щорічна кількість абортів в США залишається високою і складає 900 тисяч на рік.

### Промовці та учасники
Участь у вашингтонських маршах бере від кількох десятків тисяч до сотень тисяч людей. Найчисельніша акція 2013 року об'єднала 500 тисяч учасників.
Кожного року на марші виступає промовець з числа активістів. Акція починається з ранкової меси, включає виступ промовців, власне марш, виступи музичних гуртів.
24 січня 2020 року відвідав президент США Дональд Трамп. Він став першим президентом, який прийшов на марш.
У 2025 році спікерами Маршу були такі політики як Віцепрезидент США Дж.Д. Венс, губернатор Флоріди Рон ДеСантіс, спікер Конгресу М.Джонсон та інші Спеціальне послання до учасників маршу записав президент Дональд Трамп.Також промову виголосила серфінгістка Bethany Hamilton, яка є захисницею права на життя.  
У 2025 році Джінні Манчіні (Jeanne Manciniі) заявила, що цей марш буде останнім, який вона очолила як президент організації. З лютого 2025 року на посаді голови її змінить Дженні Бредлі Ліхтер (Jennie Bradley Lichter). 

## Марші за життя у світі
Марші за життя у різних країнах світу часто стають елементом боротьби проти впровадження абортів або як реакція на їх дозвіл, намаганням привернути увагу до демографічних проблем.
Так у Перу у 2014 році пройшов 100-тисячний Марш за життя проти впровадження абортів. Після того, як їх було дозволено у 2015, акції продовжились, Марш за життя 2018 року вважається найчисельнішим у світі, він зібрав понад 800 000 учасників. 
У 2018 році у Марші за життя в Буенос-Айресі взяли участь понад 300 тисяч осіб, а в усій країні у 250‑ти маршах пройшли 2,5 мільйона чоловік.
У 2019 році в Марші за життя в Парижі взяли участь від 30 до 50 тисяч осіб.
Також Марші за життя регулярно проходять в Іспанії, Німеччині, Італії, Канаді, чисельні акції відбуваються по всій Польщі.
В Азії з 2013 року проводяться Марші за життя у Японії.
10 серпня 2022 року відбувся перший Народний марш за Життя в Індії, який пройшов вулицями Нью-Делі і згадував пам'ять 800 мільйонів дітей, позбавлених життя через аборти.

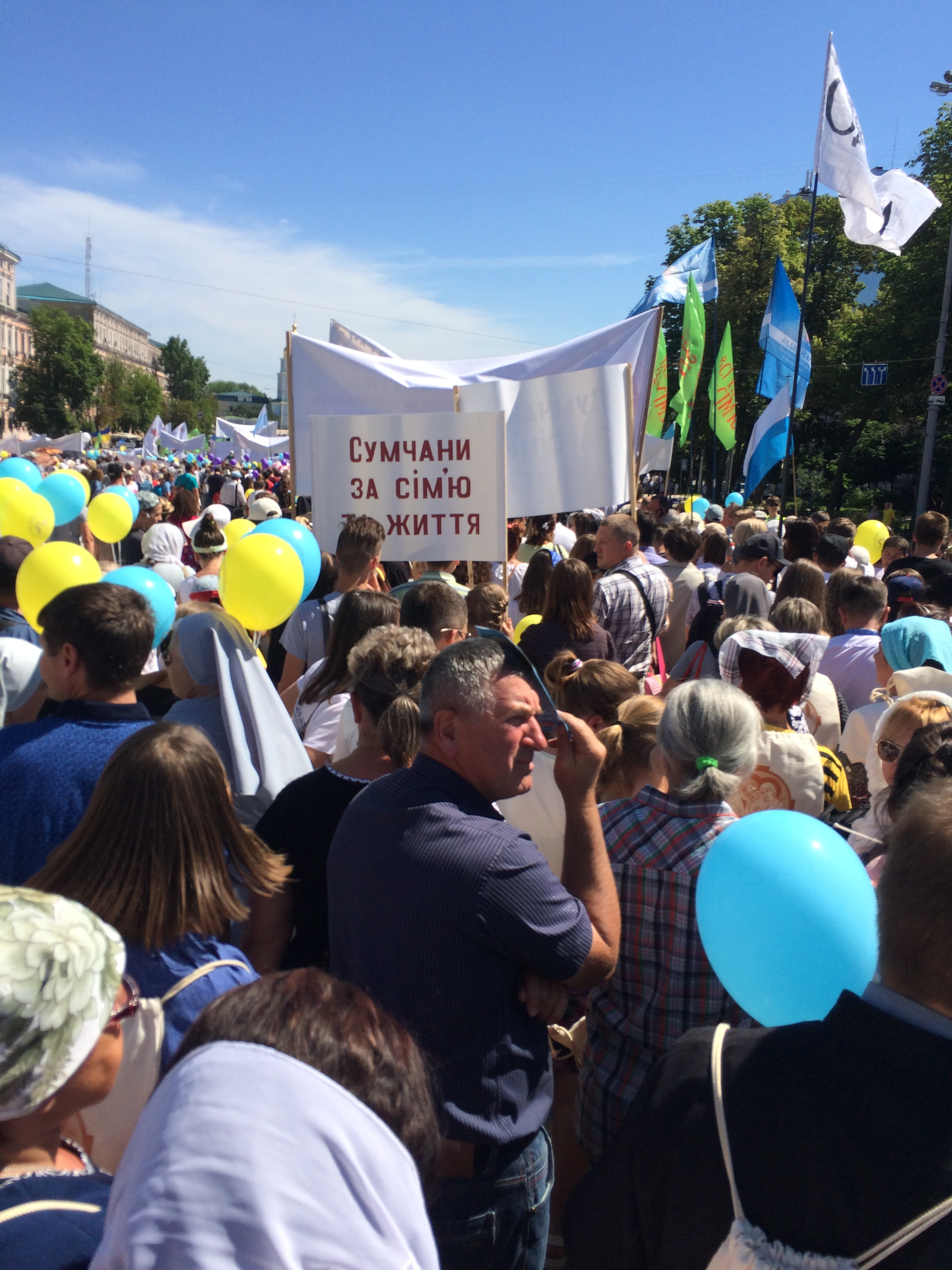
Хода за сімейні цінності Київ 2018 рік

## Марші за життя в Україні
З 2016 року Марші (чи Хода) за життя та сімейні цінності  відбуваються в Україні за сприяння ВРЦіРО, релігійних лідерів різних конфесій (крім УПЦ МП) і за участю християн всіх деномінацій, мусульман, юдеїв, громадських активістів, небайдужих людей. 
З 2016-2017 року марші на захист ненароджених дітей та сімейних цінностей щорічно проходили у різних містах України - Запоріжжі, Івано-Франківську, Києві, Одесі.
Характерною особливістю України є  ігнорування акцій провідними політиками, ЗМІ та телебаченням, особливо у порівнянні з широким висвітленням  "Маршів рівності" або тенденційне подання Маршів за життя як малочисельних, шкідливих для молодого покоління, а  учасників - як відсталих від життя ретроградів.

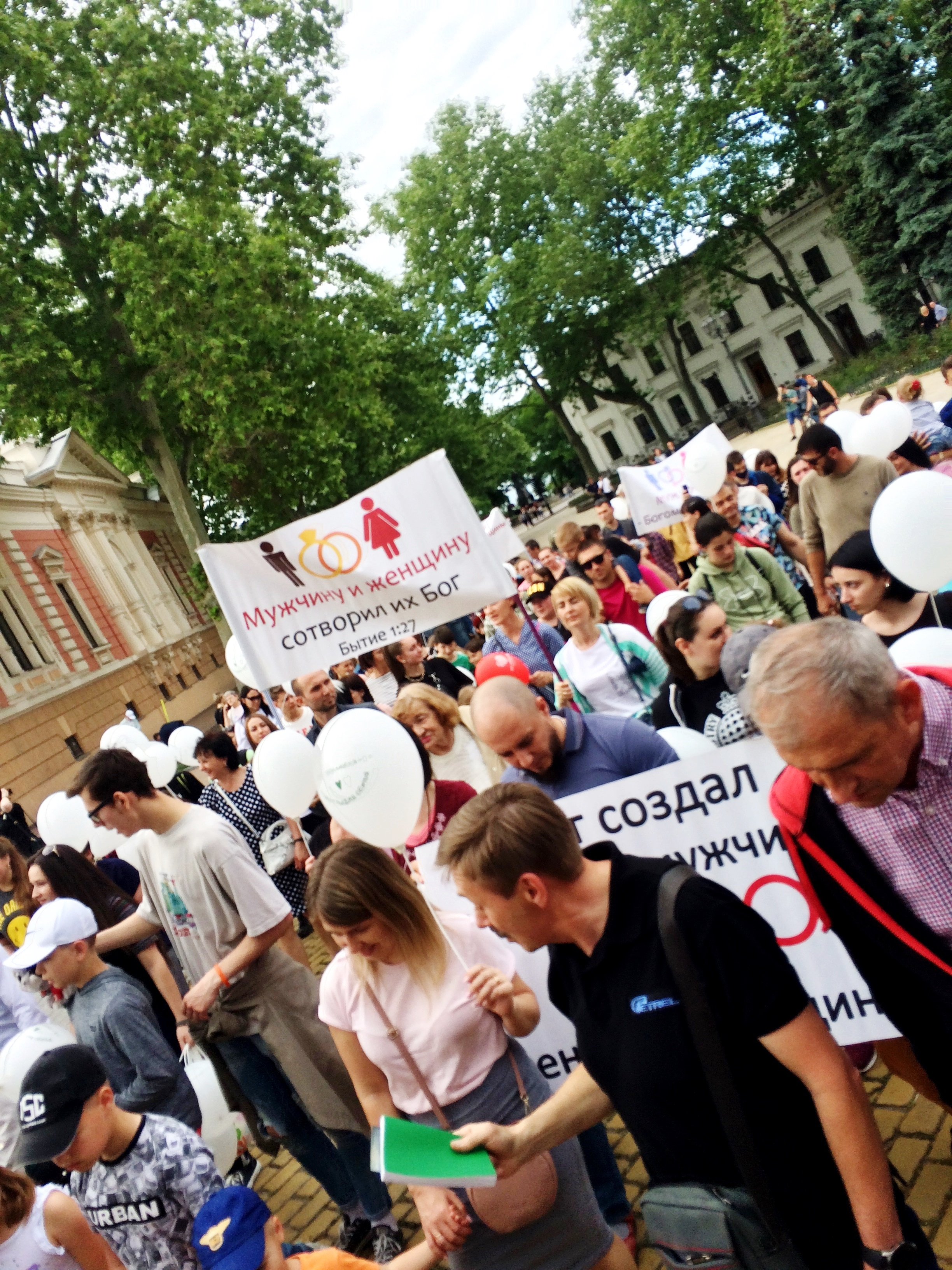
Хода за життя і сімейні цінності, Одеса, 2021 рік

Багаточисельна Хода, на яку з'їхалися українці з усіх куточків країни пройшла 2 червня 2018 року у Києві як відповідь на намагання влади змінити Конституцію України в формулюванні поняття шлюбу.   Акція завершилася кількатисячним зібранням у Палаці Україна з концертом та спільною молитвою за Україну.Також акції на підтримку традиційних шлюбів та права на життя для ненароджених дітей пройшли у травні-червні 2018 в Херсоні, Тернополі, Рівному, Одесі та інших містах.
8 червня 2019 року в Києві пройшла Хода на захист родини, у якій взяли участь близько 10 тисяч людей.
У 2024 році широко розрекламований перший від початку повномасштабного вторгнення Марш рівності  перейшов у ходу на захист сімейних цінностей.